# 1855 w sztukach plastycznych
Wydarzenia w sztukach plastycznych i wizualnych w 1855 roku.

## Malarstwo

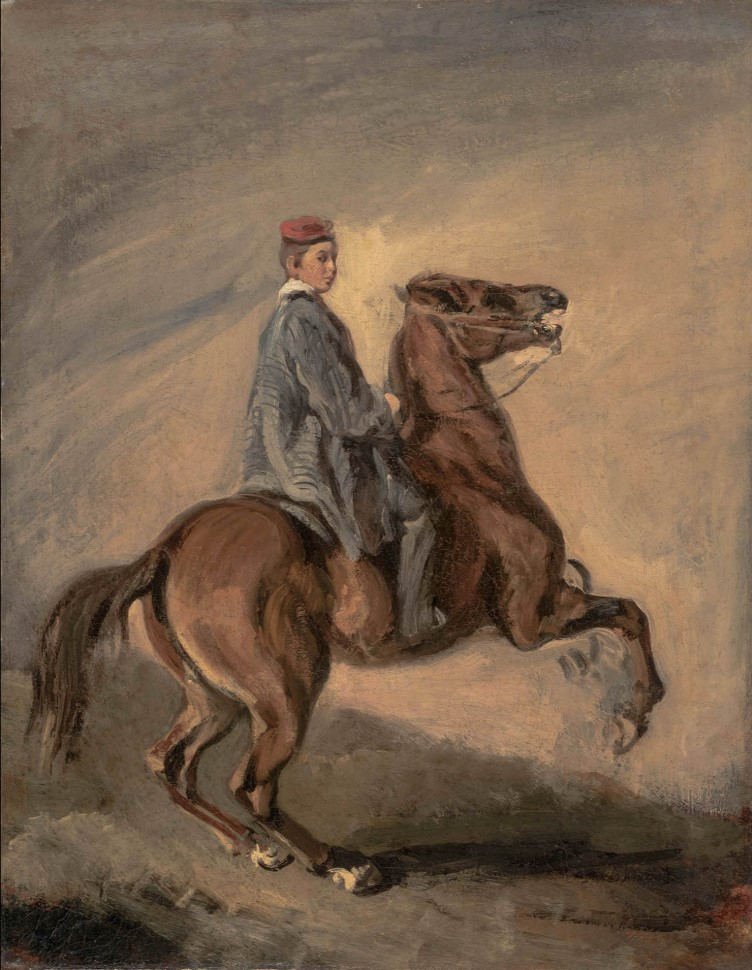
Piotr Michałowski Błękitny chłopiec

- Piotr Michałowski

Amazonka (1853–1855) – olej na płótnie, 63 × 49,5 cm
Błękitny chłopiec (1853–1855) – olej na płótnie, 76 × 59,5 cm
- Gustave Courbet

Pracownia artysty (1854–1855) – olej na płótnie, 361 × 598 cm

## Zmarli
- 25 grudnia – Jan Piotr Łuczyński (ur. 1816), polski malarz